# Katy Parra Carrillo
Katy Parra Carrillo (Totana, Murcia, 6 de diciembre de 1964) es una poeta que entre otros, ha obtenido el Premio Internacional de Poesía con "Coma Idílico". 

## Trayectoria
Es una escritora autodidacta y empresaria, cofundadora de los grupos literarios 'Espartaria' y 'Jitanjáfora' y coordinadora de talleres de poesía en diferentes centros de la Región de Murcia.

## Obras
- Acordes en Soledad (Murcia, 1997)
- Síntomas de Olvido (Madrid, 2000)
- Espejos para huir hacia otra orilla (Toledo, 2004)
- Coma Idílico,  Editorial Hiperión. 2008
- Por si los pájaros, Editorial Visor. 2008[2]

## Premios y reconocimientos
- 2000: Primer accésit del Premio Nacional de Poesía "Ciudad de Jumilla"[2]
- 2003: XXVIII Premio Nacional de Poesía Rodrigo de Cota "Ciudad de Toledo"[2]
- 2005: Finalista en el V Premio Nacional de Poesía "Dionisio García" de la Universidad de Murcia[2]
- 2008: Premio Internacional de Poesía Miguel Hernández. Comunidad Valenciana.[3]
- 2008: Premio de Poesía Villa de Salobre[4]
- 2008: Premio de Poesía en lengua castellana Viaje del Parnaso (Valdepeñas)[2]
- 2009: XXV Premio Internacional Jara Carrillo de poesía de humor[5]
- 2021: XL Premio de poesía "Río Ungría" de la Diputación de Guadalajara[6]
- 2022: XXXI Premio del Certamen de poesía José Chacón de Alcalá de Henares